# Puertas de Balawat
Las puertas de Balawat son tres conjuntos de bandas de bronce decoradas con bajorrelieves que adornaron las puertas principales de varios edificios en Balawat (antiguo Imgur-Enlil). Datan de los reinados de Asurnasirpal II (r. 883-859 a. C.) y de Salmanasar III (r. 859-824 a. C.). Su uso del arte narrativo describiendo las hazañas de los reyes asirios ha cimentado su posición como una de las obras de arte supervivientes más importantes del imperio neoasirio, comparables a la extensa escultura asiria. Cuando el imperio neoasirio finalizó en el 614-612 a. C., la ciudad de Balawat fue destruida. Los elementos de madera de las puertas se descompusieron, quedando solamente las bandas de bronce (algunas de ellas muy dañadas). La mayor parte de los restos hallados se conservan en la colección del Museo Británico, mientras que los procedentes del Templo de Mamu se encuentran en el Museo de Mosul. Así mismo, pequeñas secciones de las bandas de bronce de las puertas de Salmanasar se hallan en el Museo Walters de Baltimore y en el Museo arqueológico de Estambul.

## Descripción

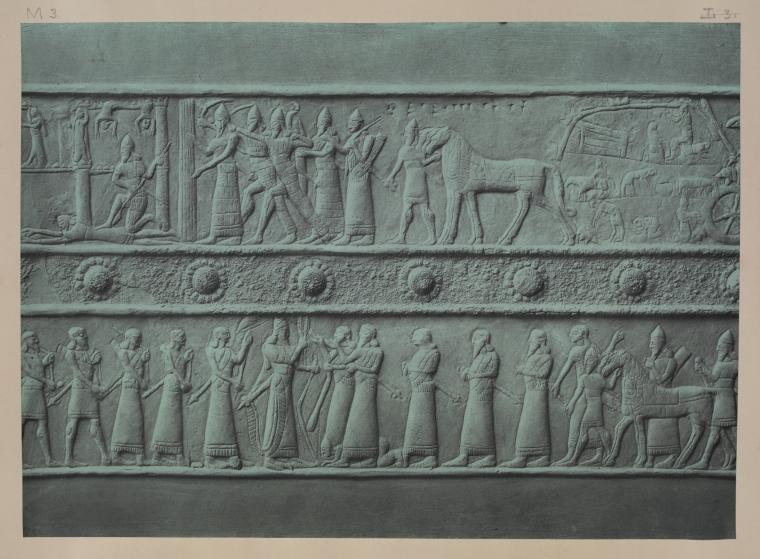
Captura de Astamaku, cerca de Al-Mastumah, descrita en las puertas

Las inscripciones contemporáneas sugieren que las puertas de Balawat (cerca de Nimrud) estaban hechas de madera de cedro. No tenían bisagras, ya que se abrían girando unos pilares de pino macizos que estaban decorados con bronce sobre zócalos de piedra. Los arqueólogos creen que las puertas tenían originalmente 6,8 metros de altura, y estas estimaciones se han utilizado para crear la reconstrucción a tamaño completo del Museo Británico. Las puertas conservadas en el Museo Británico fueron descubiertas en 1878 por el arqueólogo local Hormuzd Rassam, el primer especialista en restos asirios. En el momento de su descubrimiento, la madera ya se había podrido y solo quedaban restos de las bandas de bronce decoradas. Las ocho bandas de cada puerta habrían tenido más de 285 pies (86,9 m) de largo en total y decoraron y reforzaron la cara exterior y el poste de cada puerta. Unos 265 pies (80,8 m) de las bandas están en el Museo Británico, mientras que 2 pies (0,6 m) están en el Museo Walters de Baltimore. La gran variedad de imágenes ha proporcionado a los arqueólogos una idea de la vida, la tecnología y la civilización de aquella época. La información pictórica se complementa con inscripciones que competan la información mostrada por los bajorrelieves.
Las bandas describen un importante descubrimiento religioso datado en el 852 a. C., cuando el rey Salmanasar III encontró la fuente del río Tigris en la gruta del Tigris, un suceso muy importante porque se pensaba que los ríos eran deidades. Las imágenes también muestran a los obreros tallando paredes para representar a su Rey de la manera que él aprobaría. Todavía se pueden ver tallas en el este de Turquía de las marcas hechas por los trabajadores de Salmanasar al suroeste del lago de Van. Posiblemente las imágenes más importantes sean los planos de los edificios cercanos, que sirvieron para consolidar la reputación de Rassam una vez que descubrió las puertas, dado que se produjo un intenso debate sobre si el hallazgo se había producido donde se decía, y si Rassam había dado una explicación precisa. Se argumentó que se trataba de un hallazgo importante en un lugar menor, y que estas puertas debían provenir de una ciudad cercana más importante como Nínive. Sin embargo, las excavaciones en el emplazamiento original revelaron que las imágenes de las puertas concuerdan con la evidencia sobre el terreno, donde se han hallado pruebas de que las puertas estaban en Balawat, que Balawat era un lugar importante, y que Rassam había estado diciendo la verdad. Rassam siempre pensó que el mérito de muchos de sus otros descubrimientos se lo había llevado el personal de alto nivel del Museo Británico.
En 1893, Rassam había demandado al conservador del Museo Británico Ernest Wallis Budge ante los tribunales británicos por difamación y por libelo. Budge había escrito a los fideicomisarios del museo diciendo que Rassam había utilizado a "sus parientes" para sacar de contrabando antigüedades de Nínive y que solo había enviado "basura" al Museo Británico. El anciano Rassam estaba molesto por estas acusaciones y cuando desafió a Budge recibió una disculpa parcial y una retractación que el Tribunal Superior consideró "insincera" y "poco caballerosa". Rassam llevó el asunto a los tribunales y el juez lo apoyó plenamente, pero no así el jurado.

## Tres juegos de puertas

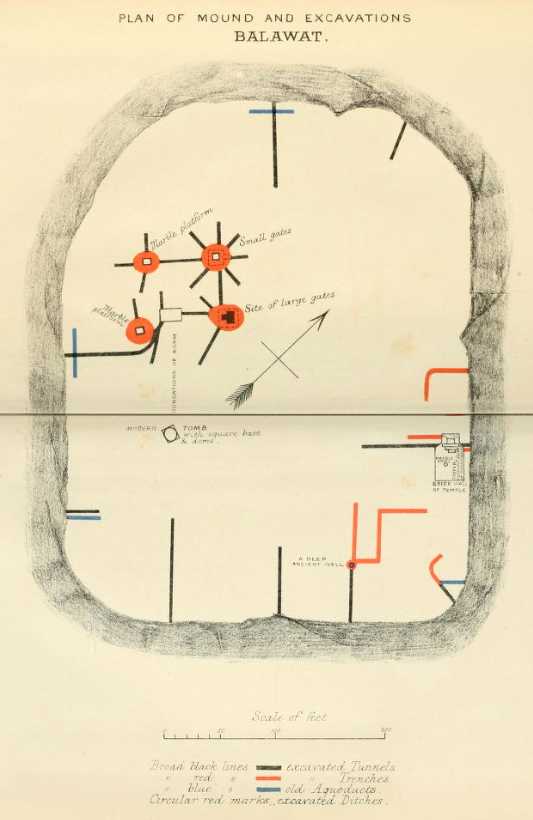
Plan de excavación de Balawat de 1882, que muestra los dos conjuntos de puertas identificadas por Rassam

Se encargaron dos juegos de puertas para Balawat en el reinado de Asurnasirpal II y uno en el de su hijo Salmanasar III. El primer conjunto fue descubierto por Hormuzd Rassam en 1878 y ahora se halla en el Museo Británico. Junto con estas puertas, se encontró un casetón de piedra caliza que contenía dos tablillas de mármol con inscripciones de Asurnasirpal II. Las inscripciones de este cofre describían los cimientos de un templo equipado con puertas de bronce dedicadas a Mamu, el dios asirio de los sueños. El segundo juego de puertas se colocó en el Templo de Mamu. Estas puertas fueron excavadas por Max Mallowan en 1956 y ahora están ubicadas en el Museo de Mosul, aunque muchas piezas fueron saqueadas en 2003. El tercer juego de puertas, erigido por el hijo de Asurnasirpal II, Salmanasar III, fue descubierto por Hormuzd Rassam en 1878. Las puertas de Salmanasar III también se encuentran en el Museo Británico. El tercer juego de puertas se localizó en 1905. Las puertas pertenecientes a Salmanasar III fueron descubiertas en el pequeño poblado asirio de Balawat.
El asiriólogo alemán Eckhard Unger, que era conservador del museo de Estambul, describió los restos de las puertas de Balawat que aún se encuentran en el Museo arqueológico de Estambul. Unger era plenamente consciente de que la mayor parte de las puertas estaba en Londres y en París, y pudo visitar ambos lugares y cambiar impresiones con los respectivos curadores.

## Escenas en relieve
Las piezas supervivientes de los tres juegos de puertas consisten en largas bandas o tiras de bronce, que se montaron sobre unas puertas de madera. Fueron repujadas e incrustadas con decoración mostrando escenas de guerra, la presentación del homenaje y la caza de leones y toros. Cada par de puertas constaba de 16 bandas de bronce (8 de cada lado). Todas las bandas de bronce estaban dispuestas según un esquema decorativo. También se inscribieron tiras de bronce laterales en las puertas. Las puertas encargadas por Asurnasirpal II están decoradas en una misma secuencia con escenas figurativas en relieve, grabadas en la parte superior e inferior y rodeadas por hojas palma. Más allá de los bordes interiores hay un segundo par de bordes exteriores, que incluyen rosetas decorativas. Las bandas de bronce cubrían ambas puertas y los postes de las puertas. La cuidadosa reconstrucción de estas puertas demuestra que los postes de las puertas se estrechaban hacia la parte superior, al igual que las bandas de bronce.

## Galería

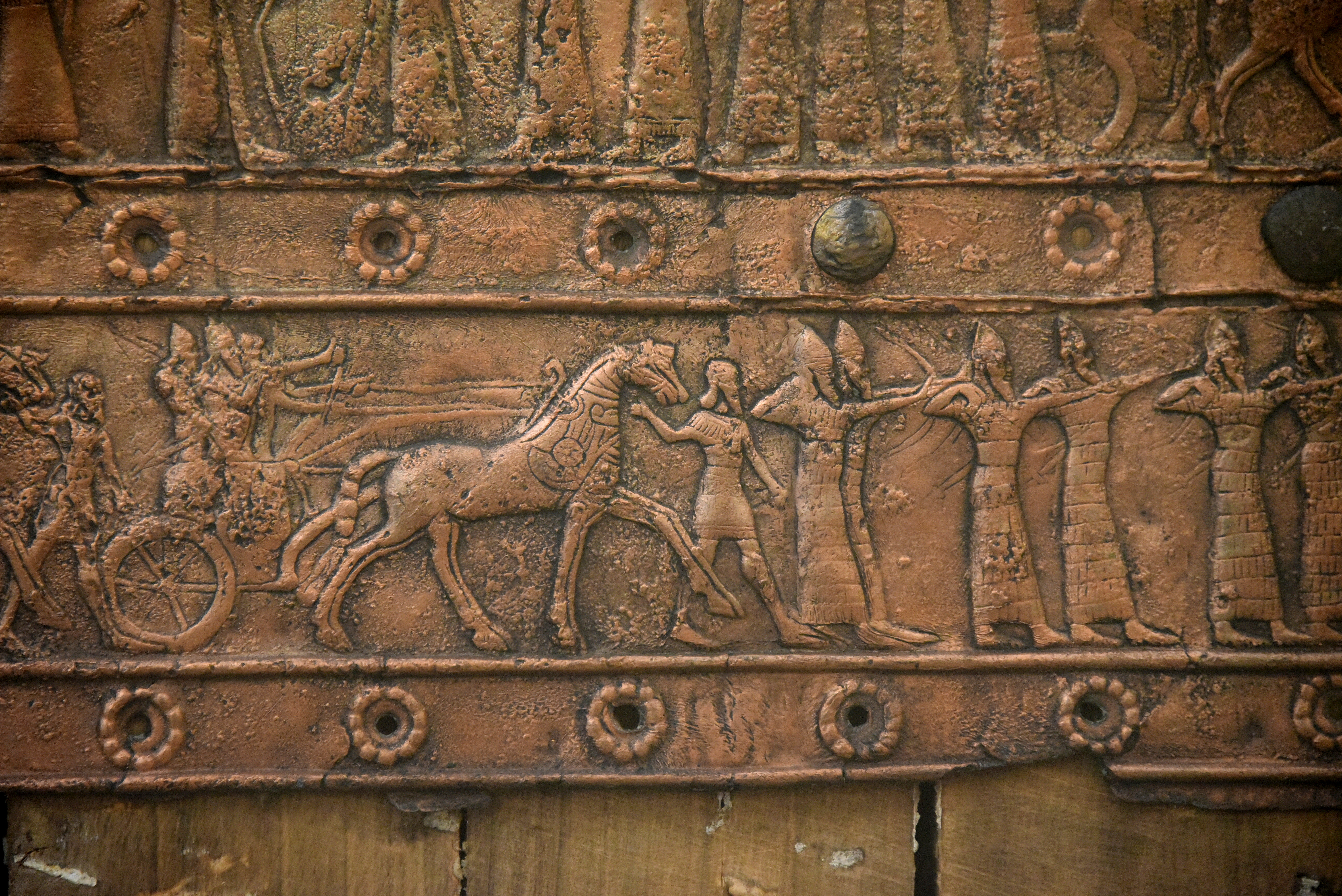
Detalle de una escena en relieve sobre placa de bronce que muestra a Salmanasar III en un carro y arqueros asirios. De una puerta de Balawat, Irak, 859-824 a.C. Museo del Antiguo Oriente, Estambul
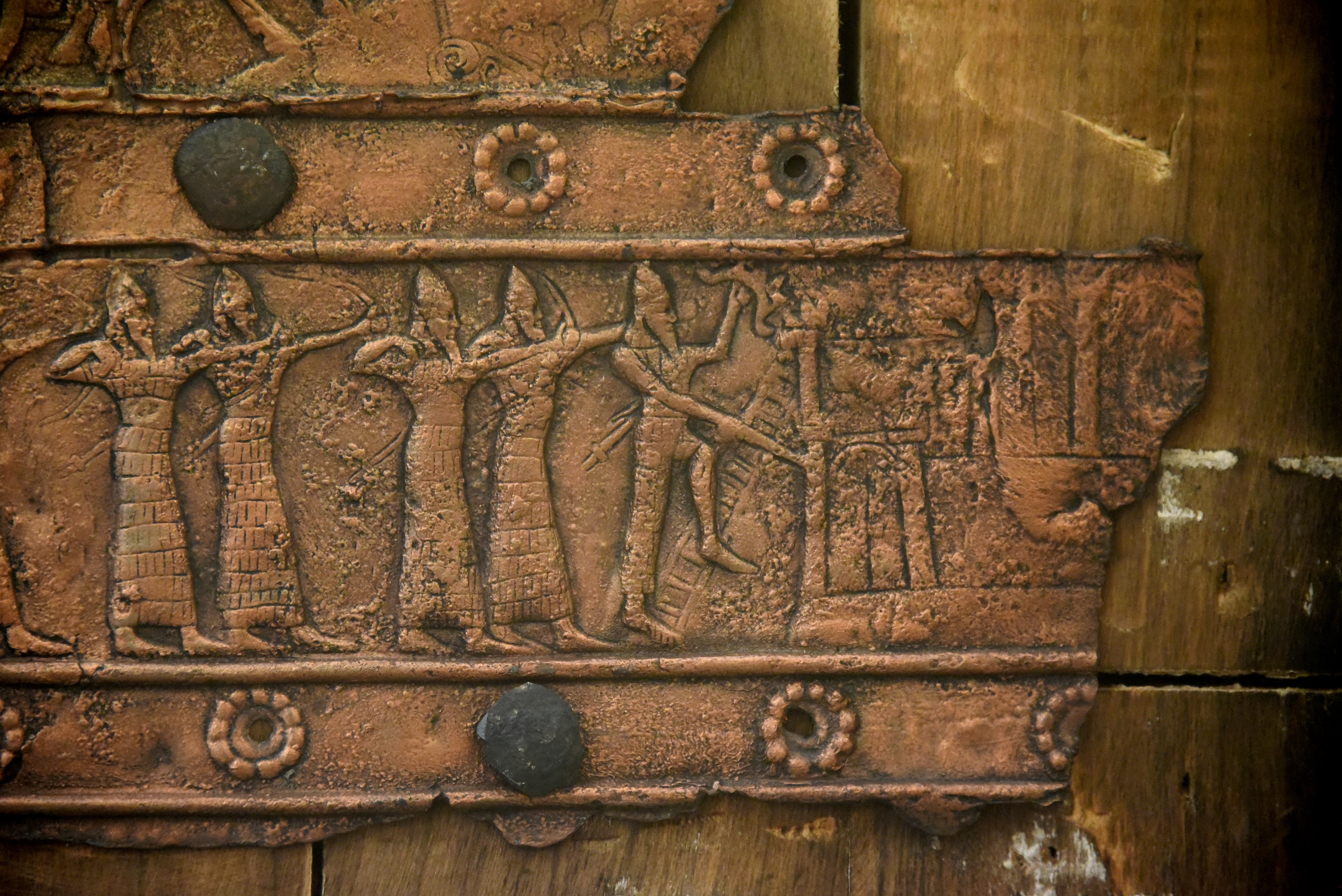
Detalle de una escena en relieve sobre una placa de bronce que muestra al ejército asirio atacando una ciudad. De una puerta de Balawat, Irak, 859-824 a.C. Museo del Antiguo Oriente, Estambul
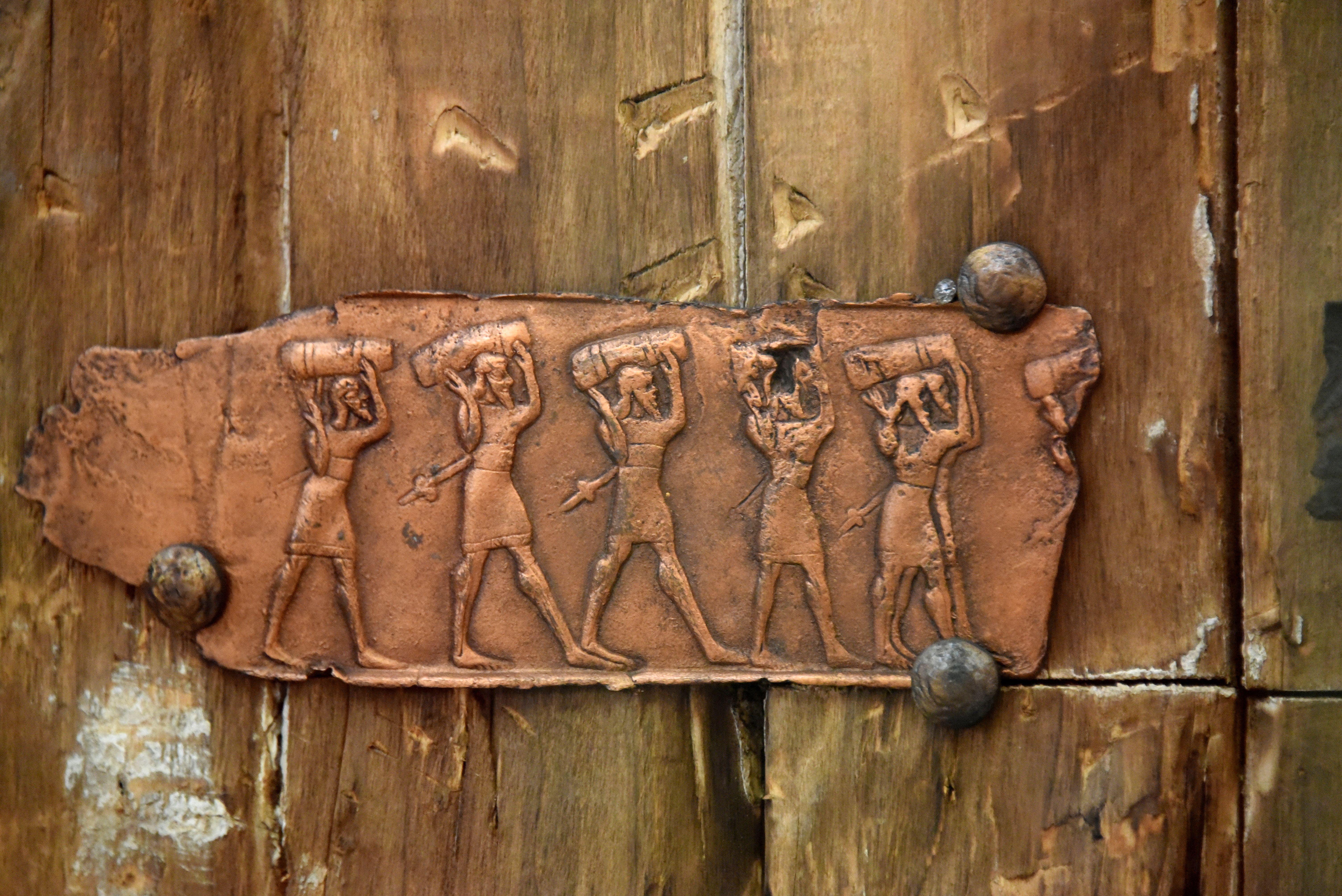
Detalle de una escena en relieve sobre placa de bronce que muestra a hombres armados portando botines. De una puerta de Balawat, Irak, 859-824 a.C. Museo del Antiguo Oriente, Estambul
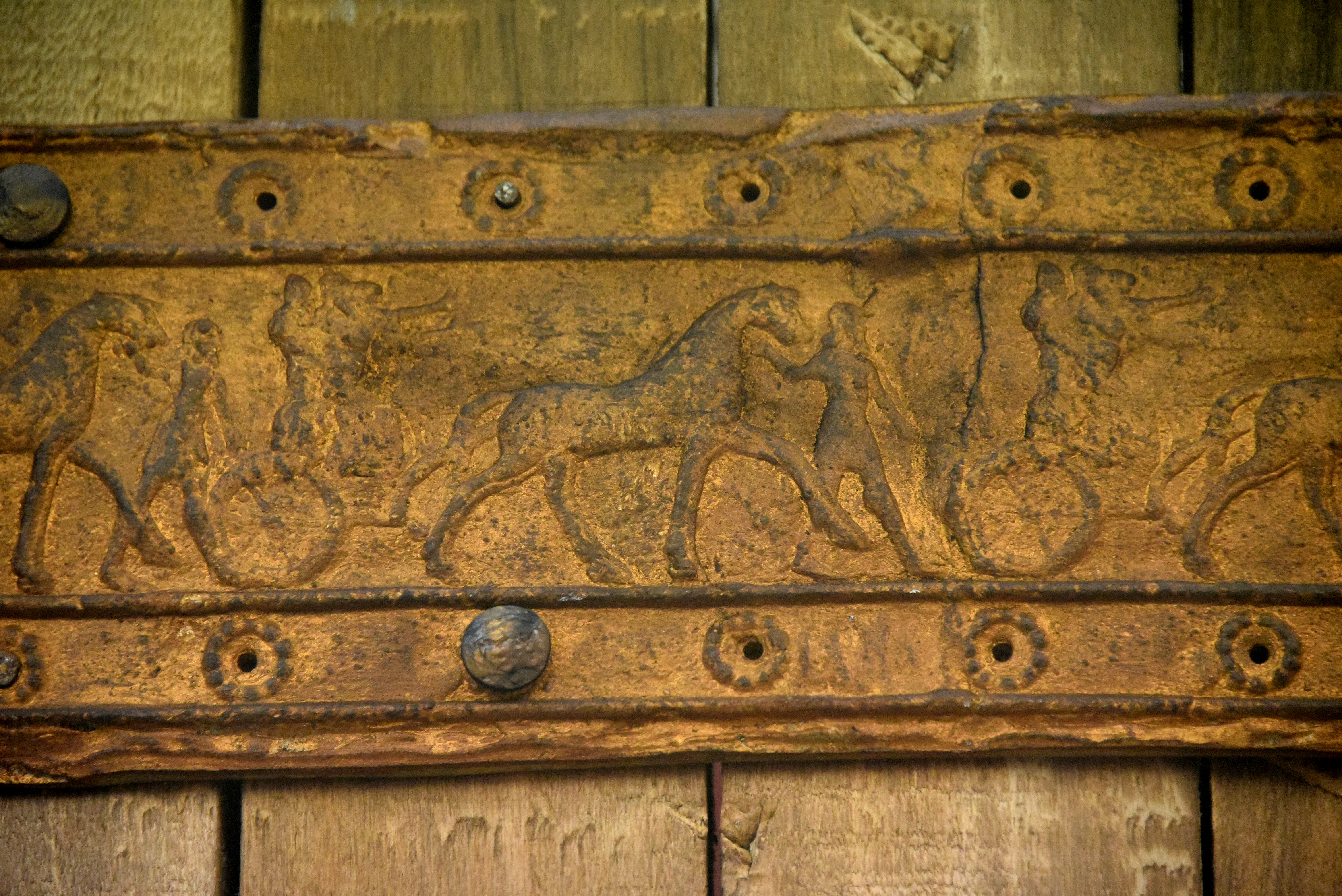
Detalle de una escena en relieve sobre placa de bronce que muestra carros de guerra asirios. De una puerta de Balawat, Irak, 859-824 a.C. Museo del Antiguo Oriente, Estambul